# Placówka Straży Granicznej II linii „Jaworzno”
Placówka Straży Granicznej II linii „Jaworzno” – jednostka organizacyjna Straży Granicznej pełniąca służbę wywiadowczą na granicy polsko-niemieckiej w okresie międzywojennym.

## Formowanie i zmiany organizacyjne
Rozporządzeniem Prezydenta Rzeczypospolitej Polskiej Ignacego Mościckiego z 22 marca 1928 roku, do ochrony północnej, zachodniej i południowej granicy państwa, a w szczególności do ich ochrony celnej, powoływano z dniem 2 kwietnia 1928 roku  Straż Graniczną.
Rozkazem nr 3 z 25 kwietnia 1928 roku w sprawie organizacji Wielkopolskiego Inspektoratu Okręgowego dowódca Straży Granicznej gen. bryg. Stefan Pasławski  określił strukturę organizacyjną komisariatu SG „Jaworzno”. Placówka Straży Granicznej II linii „Jaworzno” znalazła się w jego strukturze.
Rozkazem nr 11 z 9 stycznia 1930 roku reorganizacji Wielkopolskiego Inspektoratu Okręgowego komendant Straży Granicznej płk Jan Jur-Gorzechowski ustalił nową organizację komisariatu i przeniósł jego siedzibę do Rudnik. Placówka SG II linii „Jaworzno” pozostała gospodarczo w jego strukturze.
Rozkazem nr 2 z 24 sierpnia 1933 roku w sprawach zmian etatowych, przydziałów oraz utworzenia placówek', komendant Straży Granicznej płk Jan Jur-Gorzechowski  placówkę II linii „Jaworzno” IG „Wieluń” przydzielił pod każdym względem  do komisariatu „Rudniki”.
Rozkazem nr 3 z 23 czerwca 1934 roku w sprawach [...] tworzenia i zniesienia posterunków informacyjnych, komendant Straży Granicznej płk Jan Jur-Gorzechowski utworzył placówkę II linii „Krzepice”. Tym samym rozkazem zniósł placówkę „Jaworzno”.

## Kierownicy/dowódcy placówki
| stopień    | imię i nazwisko  | okres pełnienia służby | kolejne stanowisko |
| ---------- | ---------------- | ---------------------- | ------------------ |
| przodownik | Franciszek Kubik | był w 1930 –           |                    |